# Erik Lundqvist
Erik Lundqvist (Grängesberg, 29 juni 1908 – aldaar, 7 januari 1963) was een Zweedse atleet, die in de jaren dertig als speerwerper actief was. Hij wierp als eerste verder dan 70 meter. Hij werd olympisch kampioen en had twee jaar het wereldrecord in handen in deze discipline.

## Biografie
Op de Olympische Spelen van 1928 in Amsterdam won Lundqvist een gouden medaille. Met een beste poging van 66,60 m versloeg hij de Hongaar Béla Szepes (zilver; 65,26) en de Noor Olav Sunde (brons; 63,97). Nadat hij in 1927 een persoonlijk record van 62,70 had gegooid, verbeterde hij zijn PR in het olympische jaar 1928 tot 71,01. Hiermee verbeterde hij het wereldrecord van de Fin Eino Penttilä met meer dan een meter. Ook was Lundqvist hiermee de eerste ter wereld die de grens van 70 meter overschreed. Twee jaar later werd deze prestatie verbeterd door de Fin Matti Järvinen tot 71,57. Als Zweeds record hield hij langer stand. In 1936 wierp zijn landgenoot Lennart Atterwall 71,72. In 1928 won Lundqvist met 67,39 zijn enige nationale titel.
In 1932 nam Lundqvist niet deel aan de Olympische Spelen van Los Angeles, maar behaalde met 65,95 nog de tiende plaats op de wereldjaarranglijst. Door langdurige ziekte moest Lundqvist zijn atletiekcarrière vervolgens vroegtijdig afbreken. Pas in 1936 maakte hij nog eenmaal zijn comeback en gelukte het hem om zijn persoonlijke record verder te verbeteren tot 71,16.
Erik Lundqvist was lid van IFK Grängesberg.

## Titels
- Olympisch kampioen speerwerpen - 1928
- Zweeds kampioen speerwerpen - 1928

## Wereldrecord
| Oude speer (voor 1986) |                  |           |
| 71,01                  | 15 augustus 1928 | Stockholm |

## Wereldranglijst
- 1928: 1e 71,01 m
- 1931: 7e 66,13 m
- 1932: 10e 65,95 m
- 1936: 7e 71,16 m

## Palmares

### speerwerpen
- 1928:  OS - 66,60 m

1908: Eric Lemming ·
1912: Eric Lemming ·
1920: Jonni Myyrä ·
1924: Jonni Myyrä ·
1928: Erik Lundqvist ·
1932: Matti Järvinen ·
1936: Gerhard Stöck ·
1948: Tapio Rautavaara ·
1952: Cyrus Young ·
1956: Egil Danielsen ·
1960: Viktor Tsyboelenko ·
1964: Pauli Nevala ·
1968: Jānis Lūsis ·
1972: Klaus Wolfermann ·
1976: Miklós Németh ·
1980: Dainis Kūla ·
1984: Arto Härkönen ·
1988: Tapio Korjus ·
1992: Jan Železný ·
1996: Jan Železný ·
2000: Jan Železný ·
2004: Andreas Thorkildsen ·
2008: Andreas Thorkildsen ·
2012: Keshorn Walcott ·
2016: Thomas Röhler ·
2020: Neeraj Chopra ·
2024: Arshad Nadeem
- LIBRIS: 378369
- Virtual International Authority File: 311581303